# Storm Lake
Storm Lake è una città degli Stati Uniti d'America, situata nello Stato dell'Iowa e in particolare nella Contea di Buena Vista, della quale è il capoluogo.